# Dahmer (película)
Dahmer es una película de 2002 basada en la vida del asesino en serie Jeffrey Dahmer (1960 - 1994). Fue protagonizada por Jeremy Renner; papel que lanzaría al actor a la fama.

## Sinopsis
Durante su orgía de asesinatos, Jeffrey Dahmer (Jeremy Renner) realiza experimentos sádicos a sus víctimas antes de asesinarlos. Mató a un hombre en Bath, Ohio y dieciséis hombres en el área metropolitana de Milwaukee, Wisconsin. Al mismo tiempo, se racionaliza sus crímenes con el divorcio de sus padres y su emocionalmente aislada infancia, sin embargo, no puede dejar de invitar a más y más jóvenes de los bares y clubes a su casa, donde los mata.

## Elenco
- Jeremy Renner como Jeffrey Dahmer
- Bruce Davison como Lionel Dahmer
- Artel Kayàru como Rodney (Tracy Edwards)
- Matt Newton como Lance Bell (Stephen Hicks)
- Dion Basco como Khamtay (Konerak Sinthasomphone)
- Kate Williamson como Grandma
- Christian Payano como Letitia
- Tom'ya Bowden como Shawna
- Sean Blakemore como Corliss

## Crítica
Tiene un 68% en Rotten Tomatoes.